# Acacia peuce
Acacia peuce é uma espécie de leguminosa do gênero Acacia, pertencente à família Fabaceae.